# DM i landevejscykling 2025 – Linjeløb (damer)
Damernes linjeløb ved DM i landevejscykling 2025 blev afholdt søndag den 29. juni 2025 i og omkring Aalborg i forbindelse med DM-ugen. Det var den 45. udgave af danmarksmesterskabet siden den første udgave i 1981. Det 124 km lange linjeløb med en samlet stigning på 850 m havde start ved Slotspladsen og Honnørkajen og målstreg på Limfjordsbroen. I samme felt blev der også kørt om U23-damernes mesterskab og U19-pigerens.
Den 19-årige Alberte Greve fra Uno-X Mobility vandt løbet suverænt, da hun efter et langt udbrud, kørte solo over målstregen med et forspring på 1.12 minut til Amalie Dideriksen fra Cofidis på andenpladsen, mens Greves holdkammerat Solbjørk Minke Anderson tog sig af bronzemedaljen.

## Ruten
Efter starten skulle rytterne en tur nord for Aalborg. Da de kom tilbage mod Nørresundby og Aalborg, ventede der tre omgange på en rundstrækning, og seks passager af Limfjordsbroen, inden målstregen kom på selve broen.

## Resultat
U23-ryttere er markeret med 
| \| Samlede stilling \| Samlede stilling \| Samlede stilling \| Samlede stilling \| Samlede stilling \| \| Rytter \| Rytter \| Hold \| Tid \| \| \| ---------------- \| ------------------------------- \| -------------------------------- \| ---------------- \| ---------------- \| \| 1. \| Alberte Greve \| Uno-X Mobility \| 3t 19' 58" \| \| \| 2. \| Amalie Dideriksen \| Cofidis \| + 1' 12" \| \| \| 3. \| Solbjørk Minke Anderson \| Uno-X Mobility \| + 1' 12" \| \| \| 4. \| Caroline Bohé \| Ghost Factory Racing \| + 1' 12" \| \| \| 5. \| Rebecca Koerner \| Uno-X Mobility \| + 1' 23" \| \| \| 6. \| Julie Nielsen Maribo \| Team Sydbank Quooker Njord Law \| + 1' 23" \| \| \| 7. \| Silje Weitze Antvorskov \| Team Friis ABC ACR \| + 1' 23" \| \| \| 8. \| Christina Bragh Lorenzen \| Team Friis ABC ACR \| + 1' 28" \| \| \| 9. \| Olympia Bianca Norrid-Mortensen \| Team Torelli \| + 1' 45" \| \| \| 10. \| Marita Jensen \| Team Friis ABC ACR \| + 1' 51" \| \| \| 11. \| Gertrud Riis Madsen \| Aalborg-Sparekassen Danmark Dame \| + 1' 51" \| \| \| 12. \| Amalie Kvist Nybroe \| Team Friis ABC ACR \| + 1' 53" \| \| \| 13. \| Ida Krickau Ketelsen \| CJ O'Shea Racing \| + 1' 53" \| \| \| 14. \| Louise Norman Hansen \| Aalborg-Sparekassen Danmark Dame \| + 1' 53" \| \| \| 15. \| Agnes Bøg \| Team Friis ABC ACR \| + 2' 53" \| \| \| 16. \| Maja Winther Brandt Heisel \| Team Friis ABC ACR \| + 2' 53" \| \| \| 17. \| Caroline Kirk Schad \| Team Friis ABC ACR \| + 2' 53" \| \| \| 18. \| Signe Koch \| Klampenborg CC \| + 2' 53" \| \| \| 19. \| Frederikke Asfeldt \| Team Sydbank Quooker Njord Law \| + 2' 53" \| \| \| 20. \| Caroline Sofie Poulsen \| Holbæk Cykelsport \| + 2' 53" \| \| |                                 |                                  |            |
| |                                 |                                  |            |
| Kilder: ProCyclingStats Cycling Quotient |                                 |                                  |            |
| Samlede stilling |                                 |                                  |            |
| Rytter | Rytter                          | Hold                             | Tid        |
| 1. | Alberte Greve                   | Uno-X Mobility                   | 3t 19' 58" |
| 2. | Amalie Dideriksen               | Cofidis                          | + 1' 12"   |
| 3. | Solbjørk Minke Anderson         | Uno-X Mobility                   | + 1' 12"   |
| 4. | Caroline Bohé                   | Ghost Factory Racing             | + 1' 12"   |
| 5. | Rebecca Koerner                 | Uno-X Mobility                   | + 1' 23"   |
| 6. | Julie Nielsen Maribo            | Team Sydbank Quooker Njord Law   | + 1' 23"   |
| 7. | Silje Weitze Antvorskov         | Team Friis ABC ACR               | + 1' 23"   |
| 8. | Christina Bragh Lorenzen        | Team Friis ABC ACR               | + 1' 28"   |
| 9. | Olympia Bianca Norrid-Mortensen | Team Torelli                     | + 1' 45"   |
| 10. | Marita Jensen                   | Team Friis ABC ACR               | + 1' 51"   |
| 11. | Gertrud Riis Madsen             | Aalborg-Sparekassen Danmark Dame | + 1' 51"   |
| 12. | Amalie Kvist Nybroe             | Team Friis ABC ACR               | + 1' 53"   |
| 13. | Ida Krickau Ketelsen            | CJ O'Shea Racing                 | + 1' 53"   |
| 14. | Louise Norman Hansen            | Aalborg-Sparekassen Danmark Dame | + 1' 53"   |
| 15. | Agnes Bøg                       | Team Friis ABC ACR               | + 2' 53"   |
| 16. | Maja Winther Brandt Heisel      | Team Friis ABC ACR               | + 2' 53"   |
| 17. | Caroline Kirk Schad             | Team Friis ABC ACR               | + 2' 53"   |
| 18. | Signe Koch                      | Klampenborg CC                   | + 2' 53"   |
| 19. | Frederikke Asfeldt              | Team Sydbank Quooker Njord Law   | + 2' 53"   |
| 20. | Caroline Sofie Poulsen          | Holbæk Cykelsport                | + 2' 53"   |

## Hold og ryttere
| UCI Women's WorldTeams (2)- Uno-X Mobility - Lidl-Trek UCI Women's ProTeam- Cofidis Women Team UCI MTB Team- Ghost Factory Racing DCU Elite Teams (4)- Team Friis ABC ACR - Team Sydbank Quooker Njord Law - Aalborg-Sparekassen Danmark Dame - Team SCC Women Elite Amatørcykelhold- Reverb Cycling Amatørkvindehold (3)- KDM-Pack Cycling Team - Carbonbike Giordana by Gen Z - E.C. Mataró Skoda-Mogadealer Women's Team Regional- og klubhold (11)- Cykle Klubben Nordsjælland - Thy Cykle Ring - Cykle Klubben Aarhus - Velo Cycling Club - Klampenborg CC - Strada Cycling - Nørrebro Cykleklub - Aalborg Cykle-Ring - Odder Cykel Klub - Praties Cycling Team - Baix Ter Women’s Academy |
| |

### Startliste
| Uno-X Mobility UXM | Uno-X Mobility UXM | Uno-X Mobility UXM |
| ------------------ | ------------------ | ------------------ |
| Nr.                | Rytter             | Placering          |
| 1                  | Rebecca Koerner    |                    |

| Cofidis COF | Cofidis COF             | Cofidis COF |
| ----------- | ----------------------- | ----------- |
| Nr.         | Rytter                  | Placering   |
| 2           | Amalie Dideriksen (DEN) |             |

| Lidl-Trek LTK | Lidl-Trek LTK        | Lidl-Trek LTK |
| ------------- | -------------------- | ------------- |
| Nr.           | Rytter               | Placering     |
| 3             | Emma Norsgaard Bjerg |               |

| Team Friis ABC ACR ___ | Team Friis ABC ACR ___     | Team Friis ABC ACR ___ |
| ---------------------- | -------------------------- | ---------------------- |
| Nr.                    | Rytter                     | Placering              |
| 4                      | Johanna Clausen Koerner    |                        |
| 5                      | Marita Jensen              |                        |
| 6                      | Maja Winther Brandt Heisel |                        |
| 7                      | Christina Bragh Lorenzen   |                        |
| 8                      | Agnes Bøg                  |                        |
| 9                      | Caroline Kirk Schad        |                        |
| 10                     | Amalie Kvist Nybroe        |                        |
| 11                     | Kathrine Olivia Madsen     |                        |

| Team SCC Women Elite ___ | Team SCC Women Elite ___ | Team SCC Women Elite ___ |
| ------------------------ | ------------------------ | ------------------------ |
| Nr.                      | Rytter                   | Placering                |
| 12                       | Sophie Nielsen Trampe    |                          |
| 13                       | Elisabeth Weber Højgaard |                          |
| 14                       | Line Wasehus Ibsen       |                          |
| 15                       | Helene Kjær Pedersen     |                          |

| Baix Ter Women’s Academy ___ | Baix Ter Women’s Academy ___ | Baix Ter Women’s Academy ___ |
| ---------------------------- | ---------------------------- | ---------------------------- |
| Nr.                          | Rytter                       | Placering                    |
| 16                           | Kirstine Frida Rysbjerg Munk |                              |

| Aalborg-Sparekassen Danmark Dame ___ | Aalborg-Sparekassen Danmark Dame ___ | Aalborg-Sparekassen Danmark Dame ___ |
| ------------------------------------ | ------------------------------------ | ------------------------------------ |
| Nr.                                  | Rytter                               | Placering                            |
| 17                                   | Louise Norman Hansen                 |                                      |
| 18                                   | Mia Sofie Rützou (DEN)               |                                      |
| 19                                   | Sidsel Møller Hvas                   |                                      |
| 20                                   | Emma Lyngholm                        |                                      |
| 21                                   | Anna Damgaard Eriksen                |                                      |
| 22                                   | Michelle Hvid Hansen                 |                                      |

| Team Sydbank Quooker Njord Law ___ | Team Sydbank Quooker Njord Law ___ | Team Sydbank Quooker Njord Law ___ |
| ---------------------------------- | ---------------------------------- | ---------------------------------- |
| Nr.                                | Rytter                             | Placering                          |
| 23                                 | Marie-Louise Hartz Krogager        |                                    |
| 24                                 | Emilie Adelheid Olesen             |                                    |
| 25                                 | Julie Nielsen Maribo               |                                    |
| 26                                 | Frederikke Asfeldt                 |                                    |
| 27                                 | Anna Serop                         |                                    |

| Strada Cycling ___ | Strada Cycling ___ | Strada Cycling ___ |
| ------------------ | ------------------ | ------------------ |
| Nr.                | Rytter             | Placering          |
| 28                 | Aleksandra Jensen  |                    |

| Reverb Cycling ___ | Reverb Cycling ___    | Reverb Cycling ___ |
| ------------------ | --------------------- | ------------------ |
| Nr.                | Rytter                | Placering          |
| 29                 | Mie Nordlund Pedersen |                    |

| Praties Cycling Team ___ | Praties Cycling Team ___ | Praties Cycling Team ___ |
| ------------------------ | ------------------------ | ------------------------ |
| Nr.                      | Rytter                   | Placering                |
| 30                       | Amanda Poulsen           |                          |

| Odder Cykel Klub ___ | Odder Cykel Klub ___ | Odder Cykel Klub ___ |
| -------------------- | -------------------- | -------------------- |
| Nr.                  | Rytter               | Placering            |
| 31                   | Maja Bøje            |                      |

| Nørrebro Cykleklub ___ | Nørrebro Cykleklub ___ | Nørrebro Cykleklub ___ |
| ---------------------- | ---------------------- | ---------------------- |
| Nr.                    | Rytter                 | Placering              |
| 32                     | Julie Abrahamsen       |                        |

| Klampenborg CC ___ | Klampenborg CC ___ | Klampenborg CC ___ |
| ------------------ | ------------------ | ------------------ |
| Nr.                | Rytter             | Placering          |
| 33                 | Signe Koch (DEN)   |                    |
| 34                 | Louise Vig Clausen |                    |

| KDM-Pack Cycling Team ___ | KDM-Pack Cycling Team ___ | KDM-Pack Cycling Team ___ |
| ------------------------- | ------------------------- | ------------------------- |
| Nr.                       | Rytter                    | Placering                 |
| 35                        | Mille Troelsen            |                           |

| Ghost Factory Racing GFR | Ghost Factory Racing GFR | Ghost Factory Racing GFR |
| ------------------------ | ------------------------ | ------------------------ |
| Nr.                      | Rytter                   | Placering                |
| 36                       | Caroline Bohé (DEN)      |                          |

| Costa Cálida Kraken CTC | Costa Cálida Kraken CTC | Costa Cálida Kraken CTC |
| ----------------------- | ----------------------- | ----------------------- |
| Nr.                     | Rytter                  | Placering               |
| 37                      | Tusnelda Svanholmer     |                         |

| Cykle Klubben Aarhus ___ | Cykle Klubben Aarhus ___ | Cykle Klubben Aarhus ___ |
| ------------------------ | ------------------------ | ------------------------ |
| Nr.                      | Rytter                   | Placering                |
| 38                       | Karoline Risager Schmidt |                          |
| 39                       | Emma Blom                |                          |

| Cykle Klubben Nordsjælland ___ | Cykle Klubben Nordsjælland ___ | Cykle Klubben Nordsjælland ___ |
| ------------------------------ | ------------------------------ | ------------------------------ |
| Nr.                            | Rytter                         | Placering                      |
| 40                             | Johanne Tøt Jensen             |                                |
| 41                             | Liv Gammelgaard                |                                |

| Carbonbike Giordana by Gen Z ___ | Carbonbike Giordana by Gen Z ___ | Carbonbike Giordana by Gen Z ___ |
| -------------------------------- | -------------------------------- | -------------------------------- |
| Nr.                              | Rytter                           | Placering                        |
| 42                               | Ellen Hjøllund Klinge            |                                  |

| Thy Cykle Ring ___ | Thy Cykle Ring ___       | Thy Cykle Ring ___ |
| ------------------ | ------------------------ | ------------------ |
| Nr.                | Rytter                   | Placering          |
| 43                 | Julie Marckmann Sørensen |                    |

| Velo Cycling Club ___ | Velo Cycling Club ___   | Velo Cycling Club ___ |
| --------------------- | ----------------------- | --------------------- |
| Nr.                   | Rytter                  | Placering             |
| 44                    | Nanna Trier Nipper      |                       |
| 45                    | Mette Flecks            |                       |
| 46                    | Signe Skiveren Andersen |                       |
| 47                    | Signe Thomsen           |                       |

| Aalborg Cykle-Ring ___ | Aalborg Cykle-Ring ___ | Aalborg Cykle-Ring ___ |
| ---------------------- | ---------------------- | ---------------------- |
| Nr.                    | Rytter                 | Placering              |
| 48                     | Nanna Maria Nielsen    |                        |

| Uno-X Mobility UXM | Uno-X Mobility UXM | Uno-X Mobility UXM |
| ------------------ | ------------------ | ------------------ |
| Nr.                | Rytter             | Placering          |
| 1                  | Rebecca Koerner    |                    |

| Cofidis COF | Cofidis COF             | Cofidis COF |
| ----------- | ----------------------- | ----------- |
| Nr.         | Rytter                  | Placering   |
| 2           | Amalie Dideriksen (DEN) |             |

| Lidl-Trek LTK | Lidl-Trek LTK        | Lidl-Trek LTK |
| ------------- | -------------------- | ------------- |
| Nr.           | Rytter               | Placering     |
| 3             | Emma Norsgaard Bjerg |               |

| Team Friis ABC ACR ___ | Team Friis ABC ACR ___     | Team Friis ABC ACR ___ |
| ---------------------- | -------------------------- | ---------------------- |
| Nr.                    | Rytter                     | Placering              |
| 4                      | Johanna Clausen Koerner    |                        |
| 5                      | Marita Jensen              |                        |
| 6                      | Maja Winther Brandt Heisel |                        |
| 7                      | Christina Bragh Lorenzen   |                        |
| 8                      | Agnes Bøg                  |                        |
| 9                      | Caroline Kirk Schad        |                        |
| 10                     | Amalie Kvist Nybroe        |                        |
| 11                     | Kathrine Olivia Madsen     |                        |

| Team SCC Women Elite ___ | Team SCC Women Elite ___ | Team SCC Women Elite ___ |
| ------------------------ | ------------------------ | ------------------------ |
| Nr.                      | Rytter                   | Placering                |
| 12                       | Sophie Nielsen Trampe    |                          |
| 13                       | Elisabeth Weber Højgaard |                          |
| 14                       | Line Wasehus Ibsen       |                          |
| 15                       | Helene Kjær Pedersen     |                          |

| Baix Ter Women’s Academy ___ | Baix Ter Women’s Academy ___ | Baix Ter Women’s Academy ___ |
| ---------------------------- | ---------------------------- | ---------------------------- |
| Nr.                          | Rytter                       | Placering                    |
| 16                           | Kirstine Frida Rysbjerg Munk |                              |

| Aalborg-Sparekassen Danmark Dame ___ | Aalborg-Sparekassen Danmark Dame ___ | Aalborg-Sparekassen Danmark Dame ___ |
| ------------------------------------ | ------------------------------------ | ------------------------------------ |
| Nr.                                  | Rytter                               | Placering                            |
| 17                                   | Louise Norman Hansen                 |                                      |
| 18                                   | Mia Sofie Rützou (DEN)               |                                      |
| 19                                   | Sidsel Møller Hvas                   |                                      |
| 20                                   | Emma Lyngholm                        |                                      |
| 21                                   | Anna Damgaard Eriksen                |                                      |
| 22                                   | Michelle Hvid Hansen                 |                                      |

| Team Sydbank Quooker Njord Law ___ | Team Sydbank Quooker Njord Law ___ | Team Sydbank Quooker Njord Law ___ |
| ---------------------------------- | ---------------------------------- | ---------------------------------- |
| Nr.                                | Rytter                             | Placering                          |
| 23                                 | Marie-Louise Hartz Krogager        |                                    |
| 24                                 | Emilie Adelheid Olesen             |                                    |
| 25                                 | Julie Nielsen Maribo               |                                    |
| 26                                 | Frederikke Asfeldt                 |                                    |
| 27                                 | Anna Serop                         |                                    |

| Strada Cycling ___ | Strada Cycling ___ | Strada Cycling ___ |
| ------------------ | ------------------ | ------------------ |
| Nr.                | Rytter             | Placering          |
| 28                 | Aleksandra Jensen  |                    |

| Reverb Cycling ___ | Reverb Cycling ___    | Reverb Cycling ___ |
| ------------------ | --------------------- | ------------------ |
| Nr.                | Rytter                | Placering          |
| 29                 | Mie Nordlund Pedersen |                    |

| Praties Cycling Team ___ | Praties Cycling Team ___ | Praties Cycling Team ___ |
| ------------------------ | ------------------------ | ------------------------ |
| Nr.                      | Rytter                   | Placering                |
| 30                       | Amanda Poulsen           |                          |

| Odder Cykel Klub ___ | Odder Cykel Klub ___ | Odder Cykel Klub ___ |
| -------------------- | -------------------- | -------------------- |
| Nr.                  | Rytter               | Placering            |
| 31                   | Maja Bøje            |                      |

| Nørrebro Cykleklub ___ | Nørrebro Cykleklub ___ | Nørrebro Cykleklub ___ |
| ---------------------- | ---------------------- | ---------------------- |
| Nr.                    | Rytter                 | Placering              |
| 32                     | Julie Abrahamsen       |                        |

| Klampenborg CC ___ | Klampenborg CC ___ | Klampenborg CC ___ |
| ------------------ | ------------------ | ------------------ |
| Nr.                | Rytter             | Placering          |
| 33                 | Signe Koch (DEN)   |                    |
| 34                 | Louise Vig Clausen |                    |

| KDM-Pack Cycling Team ___ | KDM-Pack Cycling Team ___ | KDM-Pack Cycling Team ___ |
| ------------------------- | ------------------------- | ------------------------- |
| Nr.                       | Rytter                    | Placering                 |
| 35                        | Mille Troelsen            |                           |

| Ghost Factory Racing GFR | Ghost Factory Racing GFR | Ghost Factory Racing GFR |
| ------------------------ | ------------------------ | ------------------------ |
| Nr.                      | Rytter                   | Placering                |
| 36                       | Caroline Bohé (DEN)      |                          |

| Costa Cálida Kraken CTC | Costa Cálida Kraken CTC | Costa Cálida Kraken CTC |
| ----------------------- | ----------------------- | ----------------------- |
| Nr.                     | Rytter                  | Placering               |
| 37                      | Tusnelda Svanholmer     |                         |

| Cykle Klubben Aarhus ___ | Cykle Klubben Aarhus ___ | Cykle Klubben Aarhus ___ |
| ------------------------ | ------------------------ | ------------------------ |
| Nr.                      | Rytter                   | Placering                |
| 38                       | Karoline Risager Schmidt |                          |
| 39                       | Emma Blom                |                          |

| Cykle Klubben Nordsjælland ___ | Cykle Klubben Nordsjælland ___ | Cykle Klubben Nordsjælland ___ |
| ------------------------------ | ------------------------------ | ------------------------------ |
| Nr.                            | Rytter                         | Placering                      |
| 40                             | Johanne Tøt Jensen             |                                |
| 41                             | Liv Gammelgaard                |                                |

| Carbonbike Giordana by Gen Z ___ | Carbonbike Giordana by Gen Z ___ | Carbonbike Giordana by Gen Z ___ |
| -------------------------------- | -------------------------------- | -------------------------------- |
| Nr.                              | Rytter                           | Placering                        |
| 42                               | Ellen Hjøllund Klinge            |                                  |

| Thy Cykle Ring ___ | Thy Cykle Ring ___       | Thy Cykle Ring ___ |
| ------------------ | ------------------------ | ------------------ |
| Nr.                | Rytter                   | Placering          |
| 43                 | Julie Marckmann Sørensen |                    |

| Velo Cycling Club ___ | Velo Cycling Club ___   | Velo Cycling Club ___ |
| --------------------- | ----------------------- | --------------------- |
| Nr.                   | Rytter                  | Placering             |
| 44                    | Nanna Trier Nipper      |                       |
| 45                    | Mette Flecks            |                       |
| 46                    | Signe Skiveren Andersen |                       |
| 47                    | Signe Thomsen           |                       |

| Aalborg Cykle-Ring ___ | Aalborg Cykle-Ring ___ | Aalborg Cykle-Ring ___ |
| ---------------------- | ---------------------- | ---------------------- |
| Nr.                    | Rytter                 | Placering              |
| 48                     | Nanna Maria Nielsen    |                        |

U23
U23-rytterne er en del af feltet, og kører om to mesterskaber. Den nævnte placering på denne liste gælder U23-mesterskabet. 
| Uno-X Mobility UXM | Uno-X Mobility UXM            | Uno-X Mobility UXM |
| ------------------ | ----------------------------- | ------------------ |
| Nr.                | Rytter                        | Placering          |
| 100                | Alberte Greve                 | 1.                 |
| 101                | Solbjørk Minke Anderson (DEN) | 2.                 |

| CJ O'Shea Racing AWO | CJ O'Shea Racing AWO | CJ O'Shea Racing AWO |
| -------------------- | -------------------- | -------------------- |
| Nr.                  | Rytter               | Placering            |
| 102                  | Ida Krickau Ketelsen | 6.                   |

| Team Friis ABC ACR ___ | Team Friis ABC ACR ___  | Team Friis ABC ACR ___ |
| ---------------------- | ----------------------- | ---------------------- |
| Nr.                    | Rytter                  | Placering              |
| 103                    | Silje Weitze Antvorskov | 3.                     |
| 104                    | Anna Margrethe Hansen   | 9.                     |

| Aalborg-Sparekassen Danmark Dame ___ | Aalborg-Sparekassen Danmark Dame ___ | Aalborg-Sparekassen Danmark Dame ___ |
| ------------------------------------ | ------------------------------------ | ------------------------------------ |
| Nr.                                  | Rytter                               | Placering                            |
| 105                                  | Fie Vinther Friis-Andersen           | DNF                                  |
| 106                                  | Gertrud Riis Madsen                  | 5.                                   |

| Team Sydbank Quooker Njord Law ___ | Team Sydbank Quooker Njord Law ___ | Team Sydbank Quooker Njord Law ___ |
| ---------------------------------- | ---------------------------------- | ---------------------------------- |
| Nr.                                | Rytter                             | Placering                          |
| 107                                | Johanne Resen                      | 8.                                 |
| 108                                | Laura Auerbach-Lind                | 12.                                |
| 109                                | Astrid Marie Bjørn Sørensen        | 11.                                |

| Holbæk Cykelsport ___ | Holbæk Cykelsport ___  | Holbæk Cykelsport ___ |
| --------------------- | ---------------------- | --------------------- |
| Nr.                   | Rytter                 | Placering             |
| 110                   | Caroline Sofie Poulsen | 7.                    |

| Team SCC Women Elite ___ | Team SCC Women Elite ___ | Team SCC Women Elite ___ |
| ------------------------ | ------------------------ | ------------------------ |
| Nr.                      | Rytter                   | Placering                |
| 111                      | Clara Westergaard        | DNF                      |

| Team Torelli ___ | Team Torelli ___                | Team Torelli ___ |
| ---------------- | ------------------------------- | ---------------- |
| Nr.              | Rytter                          | Placering        |
| 112              | Olympia Bianca Norrid-Mortensen | 4.               |

| Aalborg Cykle-Ring ___ | Aalborg Cykle-Ring ___  | Aalborg Cykle-Ring ___ |
| ---------------------- | ----------------------- | ---------------------- |
| Nr.                    | Rytter                  | Placering              |
| 113                    | Luna Marckmann Sørensen | DNF                    |

| Team SCC Women Elite ___ | Team SCC Women Elite ___ | Team SCC Women Elite ___ |
| ------------------------ | ------------------------ | ------------------------ |
| Nr.                      | Rytter                   | Placering                |
| 114                      | Sofie Carstensen         | 10.                      |
| 115                      | Julie Uhre               | DNF                      |

| Uno-X Mobility UXM | Uno-X Mobility UXM            | Uno-X Mobility UXM |
| ------------------ | ----------------------------- | ------------------ |
| Nr.                | Rytter                        | Placering          |
| 100                | Alberte Greve                 | 1.                 |
| 101                | Solbjørk Minke Anderson (DEN) | 2.                 |

| CJ O'Shea Racing AWO | CJ O'Shea Racing AWO | CJ O'Shea Racing AWO |
| -------------------- | -------------------- | -------------------- |
| Nr.                  | Rytter               | Placering            |
| 102                  | Ida Krickau Ketelsen | 6.                   |

| Team Friis ABC ACR ___ | Team Friis ABC ACR ___  | Team Friis ABC ACR ___ |
| ---------------------- | ----------------------- | ---------------------- |
| Nr.                    | Rytter                  | Placering              |
| 103                    | Silje Weitze Antvorskov | 3.                     |
| 104                    | Anna Margrethe Hansen   | 9.                     |

| Aalborg-Sparekassen Danmark Dame ___ | Aalborg-Sparekassen Danmark Dame ___ | Aalborg-Sparekassen Danmark Dame ___ |
| ------------------------------------ | ------------------------------------ | ------------------------------------ |
| Nr.                                  | Rytter                               | Placering                            |
| 105                                  | Fie Vinther Friis-Andersen           | DNF                                  |
| 106                                  | Gertrud Riis Madsen                  | 5.                                   |

| Team Sydbank Quooker Njord Law ___ | Team Sydbank Quooker Njord Law ___ | Team Sydbank Quooker Njord Law ___ |
| ---------------------------------- | ---------------------------------- | ---------------------------------- |
| Nr.                                | Rytter                             | Placering                          |
| 107                                | Johanne Resen                      | 8.                                 |
| 108                                | Laura Auerbach-Lind                | 12.                                |
| 109                                | Astrid Marie Bjørn Sørensen        | 11.                                |

| Holbæk Cykelsport ___ | Holbæk Cykelsport ___  | Holbæk Cykelsport ___ |
| --------------------- | ---------------------- | --------------------- |
| Nr.                   | Rytter                 | Placering             |
| 110                   | Caroline Sofie Poulsen | 7.                    |

| Team SCC Women Elite ___ | Team SCC Women Elite ___ | Team SCC Women Elite ___ |
| ------------------------ | ------------------------ | ------------------------ |
| Nr.                      | Rytter                   | Placering                |
| 111                      | Clara Westergaard        | DNF                      |

| Team Torelli ___ | Team Torelli ___                | Team Torelli ___ |
| ---------------- | ------------------------------- | ---------------- |
| Nr.              | Rytter                          | Placering        |
| 112              | Olympia Bianca Norrid-Mortensen | 4.               |

| Aalborg Cykle-Ring ___ | Aalborg Cykle-Ring ___  | Aalborg Cykle-Ring ___ |
| ---------------------- | ----------------------- | ---------------------- |
| Nr.                    | Rytter                  | Placering              |
| 113                    | Luna Marckmann Sørensen | DNF                    |

| Team SCC Women Elite ___ | Team SCC Women Elite ___ | Team SCC Women Elite ___ |
| ------------------------ | ------------------------ | ------------------------ |
| Nr.                      | Rytter                   | Placering                |
| 114                      | Sofie Carstensen         | 10.                      |
| 115                      | Julie Uhre               | DNF                      |